# João da Rocha
Dom Frei João da Rocha, S.J. foi um prelado português que atuou no Oriente, como por exemplo na Diocese de Nanquim, onde deu entrada em 1597 e foi recebido por Paulo Xu Guangqi e Matteo Ricci, auxiliando-os na impressão de algumas obras em chinês sobre o catolicismo, a cultura europeia e a ciência ocidental. Foi consagrado arcebispo-titular de Hierápolis e patriarca-coadjutor do Patriarcado da Etiópia. Entre 1630 e 1631, foi governador da Arquidiocese de Goa. Fundou na cidade de Goa Velha o Seminário de São Guilherme. Foi também reitor do Colégio Santo Inácio de Loiola.